# Marliella
Marliella is een geslacht van rechtvleugeligen uit de familie krekels (Gryllidae). De wetenschappelijke naam van dit geslacht is voor het eerst geldig gepubliceerd in 2009 door Mews & Mól.

## Soorten
Het geslacht Marliella  is monotypisch en omvat slechts de volgende soort:
- Marliella titai (Mews & Mól, 2009)